# Holochelus aequinoctialis
Holochelus aequinoctialis är en skalbaggsart som beskrevs av Herbst 1790. Holochelus aequinoctialis ingår i släktet Holochelus och familjen Melolonthidae. Inga underarter finns listade i Catalogue of Life.

## Bildgalleri

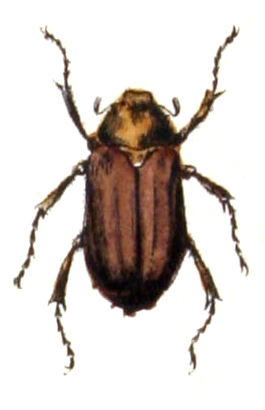